# Futsal en los Juegos Suramericanos de 2006
El Futsal en los Juegos Suramericanos de 2006 fue la segunda edición del certamen bajo los reglamentos de la FIFA, de nuevo el torneo estuvo compuesto por un único evento masculino, disputado entre el 13 y el 19 de noviembre en el Polideportivo Islas Malvinas del Parque Municipal de los Deportes Teodoro Bronzini en Mar del Plata Argentina sede de los juegos.
Para esta edición participaron las 10 selecciones de futsal de Sudamérica. El torneo concedió 3 cupos para los Juegos Panamericanos de 2007 a disputarse en Río de Janeiro, Brasil. El torneo fue ganado por Brasil ratificando su rótulo de claro favorito.

## Equipos participantes
Las diez selecciones de futsal miembros de la CONMEBOL participaron en este torneo.
- Argentina
- Bolivia
- Brasil
- Chile
- Colombia
- Ecuador
- Perú
- Paraguay
- Uruguay
- Venezuela

## Resultados

### Primera Fase

#### Grupo A
| Equipo    | Pts | PJ | PG | PE | PP | GF | GC | Dif |
| --------- | --- | -- | -- | -- | -- | -- | -- | --- |
| Paraguay  | 10  | 4  | 3  | 1  | 0  | 20 | 3  | +17 |
| Argentina | 8   | 4  | 2  | 2  | 0  | 15 | 3  | +12 |
| Colombia  | 5   | 4  | 1  | 2  | 1  | 6  | 8  | -2  |
| Perú      | 4   | 4  | 1  | 1  | 2  | 9  | 11 | -2  |
| Chile     | 0   | 4  | 0  | 0  | 4  | 2  | 27 | -25 |

| 13 de noviembre de 2006 | Paraguay | 9:0 | Chile | Polideportivo Islas Malvinas, Mar del Plata |  |

| 13 de noviembre de 2006 | Argentina | 5:0 | Perú | Polideportivo Islas Malvinas, Mar del Plata |  |

| 14 de noviembre de 2006 | Paraguay | 3:1 | Perú | Polideportivo Islas Malvinas, Mar del Plata |  |

| 14 de noviembre de 2006 | Chile | 0:4 | Colombia | Polideportivo Islas Malvinas, Mar del Plata |  |

| 15 de noviembre de 2006 | Colombia | 1:1 | Perú | Polideportivo Islas Malvinas, Mar del Plata |  |

| 15 de noviembre de 2006 | Argentina | 2:2 | Paraguay | Polideportivo Islas Malvinas, Mar del Plata |  |

| 16 de noviembre de 2006 | Colombia | 1:1 | Argentina | Polideportivo Islas Malvinas, Mar del Plata |  |

| 16 de noviembre de 2006 | Chile | 2:7 | Perú | Polideportivo Islas Malvinas, Mar del Plata |  |

| 17 de noviembre de 2006 | Argentina | 7:0 | Chile | Polideportivo Islas Malvinas, Mar del Plata |  |

| 17 de noviembre de 2006 | Paraguay | 6:0 | Colombia | Polideportivo Islas Malvinas, Mar del Plata |  |

#### Grupo B
| Equipo    | Pts | PJ | PG | PE | PP | GF | GC | Dif |
| --------- | --- | -- | -- | -- | -- | -- | -- | --- |
| Brasil    | 12  | 4  | 4  | 0  | 0  | 30 | 2  | +28 |
| Ecuador   | 9   | 4  | 3  | 0  | 1  | 12 | 14 | -2  |
| Bolivia   | 6   | 4  | 2  | 0  | 2  | 13 | 16 | -3  |
| Uruguay   | 3   | 4  | 1  | 0  | 3  | 6  | 11 | -5  |
| Venezuela | 0   | 4  | 0  | 0  | 4  | 6  | 24 | -18 |

| 13 de noviembre de 2006 | Bolivia | 3:2 | Uruguay | Polideportivo Islas Malvinas, Mar del Plata |  |

| 13 de noviembre de 2006 | Ecuador | 3:2 | Venezuela | Polideportivo Islas Malvinas, Mar del Plata |  |

| 14 de noviembre de 2006 | Ecuador | 1:10 | Brasil | Polideportivo Islas Malvinas, Mar del Plata |  |

| 14 de noviembre de 2006 | Venezuela | 4:7 | Bolivia | Polideportivo Islas Malvinas, Mar del Plata |  |

| 15 de noviembre de 2006 | Bolivia | 2:5 | Ecuador | Polideportivo Islas Malvinas, Mar del Plata |  |

| 15 de noviembre de 2006 | Brasil | 5:0 | Uruguay | Polideportivo Islas Malvinas, Mar del Plata |  |

| 16 de noviembre de 2006 | Brasil | 5:1 | Bolivia | Polideportivo Islas Malvinas, Mar del Plata |  |

| 16 de noviembre de 2006 | Venezuela | 0:4 | Uruguay | Polideportivo Islas Malvinas, Mar del Plata |  |

| 17 de noviembre de 2006 | Brasil | 10:0 | Venezuela | Polideportivo Islas Malvinas, Mar del Plata |  |

| 17 de noviembre de 2006 | Uruguay | 0:3 | Ecuador | Polideportivo Islas Malvinas, Mar del Plata |  |

### Fase Final

#### Semifinales
| 18 de noviembre de 2006 | Brasil | 3:1 | Argentina | Polideportivo Islas Malvinas, Mar del Plata |  |

| 18 de noviembre de 2006 | Paraguay | 5:0 | Ecuador | Polideportivo Islas Malvinas, Mar del Plata |  |

### Tercer Lugar
| 19 de noviembre de 2006 | Argentina | 2:1 | Ecuador | Polideportivo Islas Malvinas, Mar del Plata |  |

### Final
| 19 de noviembre de 2006 | Brasil | 6:0 | Paraguay | Polideportivo Islas Malvinas, Mar del Plata |  |

## Ganadores de medallas
| Evento           | Oro    | Plata    | Bronce    |
| ---------------- | ------ | -------- | --------- |
| Futsal masculino | Brasil | Paraguay | Argentina |